# Dictionnaire du monde religieux dans la France contemporaine
Le Dictionnaire du monde religieux dans la France contemporaine (DMRFC) est un projet éditorial débuté en 1985.
Il a pour but d’établir les notices biographiques des personnes ayant joué un rôle important dans l’histoire religieuse française et se présente en volumes séparés. Le DMRFC est publié à la fois sur papier et en version numérisée.

## Présentation
La collection des Dictionnaires du monde religieux dans la France contemporaine, toujours en cours d’élaboration aux éditions Beauchesne et dirigée par l’historien Christian Sorrel, a été fondée en 1985 par Jean-Marie Mayeur et Yves-Marie Hilaire. Le but de cette collection est de « faire revivre en une série de notices biographiques ceux et celles qui ont compté dans l'histoire religieuse » de la France. Si le Dictionnaire du monde religieux dans la France contemporaine porte principalement sur le monde catholique, il traite aussi des courants religieux marginaux, des mouvements ésotériques et des autres religions.
Les différents volumes du Dictionnaire du monde religieux dans la France contemporaine sont considérés comme des ouvrages de référence par nombres d’historiens. Étienne Fouilloux considère ces volumes comme des « instruments de travail dont nous signalons une fois pour toutes l'utilité. ».

## Listes des volumes
1. Paul Duclos (Sld), Les Jésuites de 1802 (Concordat) à 1962 (Vatican II), 1985, 269 p. (ISBN 9782701010656)
2. Bernard Vogler (Dir.), L'Alsace, 1987, 490 p.  (ISBN 9782701011417)
3. Michel Lagrée (Dir.), La Bretagne, 1990, 428 p.  (ISBN 9782701012025)
4. André Caudron (Dir.), Lille-Flandres, 1996, 504 p.  (ISBN 9782701012209)
5. André Encrevé (Dir.), Les Protestants, 1993, 534 p.  (ISBN 9782701012612)
6. Xavier de Montclos (Dir.), Lyon, Le Lyonnais, Le Beaujolais, 1994, 475 p.  (ISBN 9782701013053)
7. Louis Pérouas (Dir.), Le Limousin, 1999, 128 p.  (ISBN 9782701013664)
8. Christian Sorrel (Dir.), La Savoie, 1997, 448 p.  (ISBN 9782701013305)
9. François Laplanche (Dir.), Les Sciences religieuses, 1996, 678 p.  (ISBN 9782701013411)
10. Jean-Pierre Chantin (Dir.), Les Marges du christianisme, « sectes », dissidences, ésotérisme, 2001, 277 p.  (ISBN 9782701014180)
11. Xavier Boniface, Yves-Marie Hilaire, Audrey Cassan, Michel Beirnaert (Dir.), Arras, Artois-Côte d'Opale, 2014, 666 p.  (ISBN 9782701019949)
12. Laurent Ducerf, Vincent Petit, Manuel Tramaux (Dir.), Franche-Comté, 2016, 800 p.  (ISBN 9782701020631)

## Version numérique
Toujours disponibles en éditions papier, les volumes déjà parus sont également achetables en version numérique.